# Nikita Nesterenko
Nikita Nesterenko (Brooklyn, 10 settembre 2001) è un hockeista su ghiaccio statunitense di origini russe, centro degli Anaheim Ducks (NHL).
Nesterenko è stato scelto dai Minnesota Wild con la 172ª scelta assoluta al 6° round del Draft 2019, per poi firmare il suo primo contratto con i Ducks nel 2023.